# Errico Malatesta
Pour les articles homonymes, voir Errico et Malatesta.
Errico Malatesta, né le 4 décembre 1853 à Santa Maria Capua Vetere dans la province de Caserte (Campanie), et mort le 22 juillet 1932 à Rome, est un écrivain, propagandiste et révolutionnaire anarchiste italien.
Étudiant en médecine à Naples et déjà républicain, il adhère à l’anarchisme à la suite de la Commune de Paris. Au congrès de Berne de l'Association internationale des travailleurs (1876), il préconise la « propagande par le fait » comme moyen d'action. Il est condamné à seize mois de prison pour sa participation à une insurrection dans la province de Bénévent (avril 1877). Rentré en Italie en 1914, il est considéré comme le principal responsable de la « Semaine rouge » d’Ancône (7-14 juin 1914). Il occupe une place importante dans le mouvement libertaire international du fait de sa capacité critique et pratique.
Il est avec Pierre Kropotkine l'un des principaux théoriciens du communisme libertaire et élabore le concept de « gradualisme révolutionnaire » qui postule que l'anarchie ne peut être réalisée que par un processus cumulatif d'étapes additionnées.

## Biographie
Malatesta naît le 14 décembre 1853 à Santa Maria Capua Vetere dans une famille de propriétaires terriens. Le père Federico et son épouse Lazzarina Rastoin (originaire de Marseille) possèdent aussi la fabrique de tannage de cuir la plus florissante de la région. Errico fait ses études dans un collège tenu par les pères piaristes (padri scolopi). Très jeune, il se range aux idées républicaines de Giuseppe Mazzini. À l'âge de 14 ans, il écrit une lettre au roi Victor-Emmanuel II, se plaignant de l'injustice locale, il est inquiété par la police, mais en raison de son âge, il est laissé libre. En mars 1870, il est arrêté, une première fois, pour une réunion organisée dans un cercle d'étudiants républicains. Il est alors inscrit à l'université de Naples, où il fait des études de médecine pendant trois ans sans obtenir de diplôme. En effet, il est expulsé de l'université parce qu'en 1871, il adhère à la Première Internationale. Il devient le secrétaire de la section italienne. Entretemps, après la commune de Paris, il abandonne les idées républicaines pour adopter les idées anarchistes. La même année, il apprend la mécanique et l'électricité.
En 1872, durant le congrès de Saint-Imier, pour la création de l'Internationale antiautoritaire, il rencontre le révolutionnaire libertaire Michel Bakounine. Sur cette période « bakouniniste », il écrira plus tard :

« Nous voulions, par une action consciente, imprimer au mouvement ouvrier la direction qui nous semble la meilleure, contre ceux qui croient au miracle de l'automatisme et aux vertus de la masse travailleuse... Nous qui dans l'Internationale, étions désignés sous le nom de bakouninistes, et étions membres de l'Alliance, nous criions très fort contre Marx et les marxistes parce qu'ils tentaient de faire triompher dans l'Internationale leur programme particulier ; mais à part la loyauté des moyens employés et sur lesquels il est maintenant inutile d'insister, nous faisions comme eux, c'est-à-dire que nous cherchions à nous servir de l'Internationale pour atteindre nos buts de parti. »

— Volontà, 1914
Durant les quatre années suivantes, il participe à la propagande internationaliste en Italie, il est emprisonné deux fois pour ses activités. Après le congrès, il commence une intense période de subversion. En 1873, il est arrêté à Bologne. En 1874, il participe avec un petit groupe à une tentative infructueuse d'insurrection à Castel del Monte ; il est arrêté peu après à Pesaro. Le procès se termine par l'acquittement de tous les inculpés, résultat d'une grande popularité pour les insurgés et en particulier pour Malatesta.
Le 19 octobre 1875, Malatesta entre dans la franc-maçonnerie afin de tenter de diffuser l'idéal socialiste et en sort définitivement le 18 mars 1876, indigné de la décision de sa loge d'organiser une réception d'honneur pour Giovanni Nicotera, élu depuis peu ministre de l'intérieur.
Le communisme anarchiste est proclamé pour la première fois à la Fédération italienne de l'AIT anti-autoritaire au congrès de Florence de 1876 par Costa, Malatesta, Cafiero et Covelli. Cette prise de position suscite l'opposition au collectivisme qui est la position officielle de l'AIT anti-autoritaire (l'influence de Michel Bakounine) de cette époque.
En avril 1877, Malatesta, Cafiero, le Russe Sergueï Stepniak et une trentaine d'autres commencent une insurrection dans le Bénévent, prenant les villages de Letino et Gallo sans un combat. Les révolutionnaires brûlent les registres communaux sur les propriétés et déclarent la fin du règne du roi. Ils sont accueillis par la population avec enthousiasme, même un prêtre montre son soutien. Après avoir quitté Gallo, ils sont arrêtés par les troupes gouvernementales et mis en prison pendant 16 mois avant d'être acquittés.
À la suite de l'attentat de Giovanni Passannante sur le roi Humbert Ier, la police commence à garder sous une surveillance constante les radicaux et révolutionnaires. Bien que les anarchistes clament n'avoir aucun lien avec Passannante, Malatesta, en tant que militant pour la révolution sociale, fait partie des éléments sous surveillance. Après son retour de Naples, il sera obligé de quitter l'Italie, et commence une longue période d'exil.

### Départ de l'Italie
En 1878, Malatesta commence une longue période de pérégrinations : il fait un bref passage en Égypte où il visite quelques amis italiens avant d'être expulsé par le consul italien, à cause de son implication dans les révoltes anticoloniales survenues en Égypte. Après avoir travaillé sur un bateau français, et s'être vu refuser son entrée en Syrie, en Turquie et en Italie, il débarque à Marseille, d'où il part pour la Suisse, à Genève (à ce moment-là un haut lieu de l'anarchisme) où il fait la connaissance d'Élisée Reclus et de Pierre Kropotkine, dont il devient un grand ami et avec qui il publie Le Révolté. Il est expulsé de Suisse et part pour Londres en 1880, en passant par la Roumanie, Paris et la Belgique où il organise avec Kropotkine le Congrès international socialiste révolutionnaire.
En 1882, il prend connaissance de la révolte d'Arabi Pacha et retourne en Égypte pour essayer de transformer le mouvement nationaliste en révolte sociale. Il est arrêté par les soldats anglais et rentre en Italie clandestinement en débarquant à Livourne. Peu de temps après, il est arrêté pour conspiration avec son ami Francesco Merlino et d'autres révolutionnaires. Profitant de sa liberté provisoire, il se rend à Florence où il entreprend la publication de La Questione sociale.
Malgré une condamnation à trois ans de réclusion, en 1884, il se rend à Naples, pour aider la population touchée par une épidémie de choléra, puis quitte la ville précipitamment pour l'Amérique du Sud afin d'éviter l'emprisonnement.

### Exil en Argentine
Il s'installe à Buenos Aires, où il entre en contact avec le Cercle communiste Anárquico et reprend la publication - en langue italienne - de La Questione sociale. En 1886, il tente l'expérience qui se révéla désastreuse, de chercheur d'or en Patagonie et en 1887, il participe à la naissance du premier syndicat argentin, le syndicat des ouvriers boulangers (la Sociedad Cosmopolita de Resistencia y Colocación de Obreros Panaderos), dont il écrit les statuts.
En 1888, il est accusé d'avoir falsifié de la monnaie, cela se révélera faux. Il prend la décision de partir et après un court séjour à Montevideo, il rentre en Europe en 1889.

### Retour en Europe

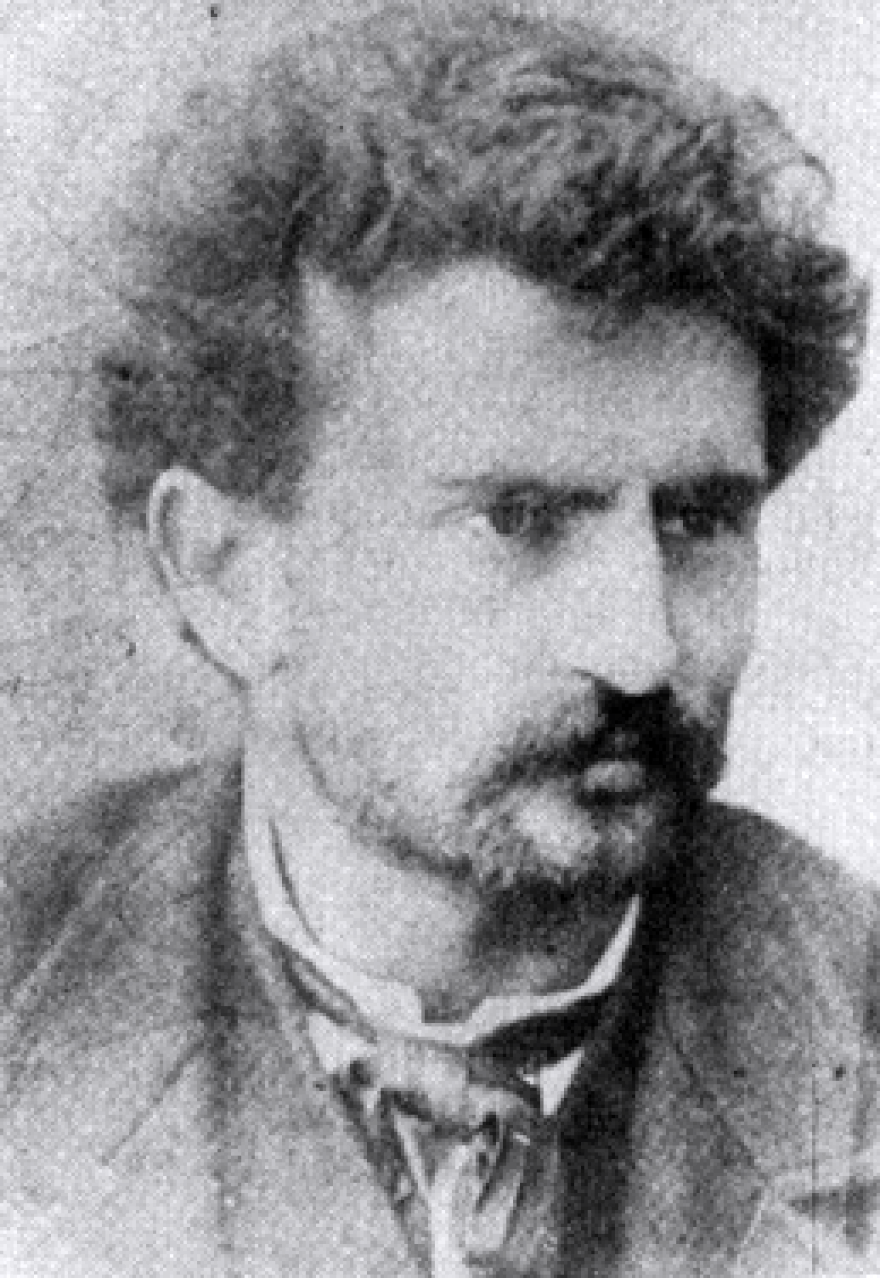
Errico Malatesta.

Il s'établit d'abord à Nice, où il publie le quotidien clandestin L'avvenire. La police française se met rapidement sur ses traces, l'obligeant à se réfugier de nouveau à Londres.
Entre 1891 et 1892 il tient une série de meetings en Espagne avec son ami Pedro Esteve, et il participe à une révolte populaire à Jerez de la Frontera. Recherché par la police, il retourne à Londres où en 1896, il assiste au Congrès socialiste international. À Paris, on parle de contacts entre Marie Sophie de Bourbon, surnommé romantiquement la Reine des Anarchistes et Malatesta, rapports probablement seulement de connaissance compte tenu du peu de sympathie politique que montre l'aristocratie à l'égard des « subversifs. »
En 1897, il contribue aussi au journal Les Temps Nouveaux.

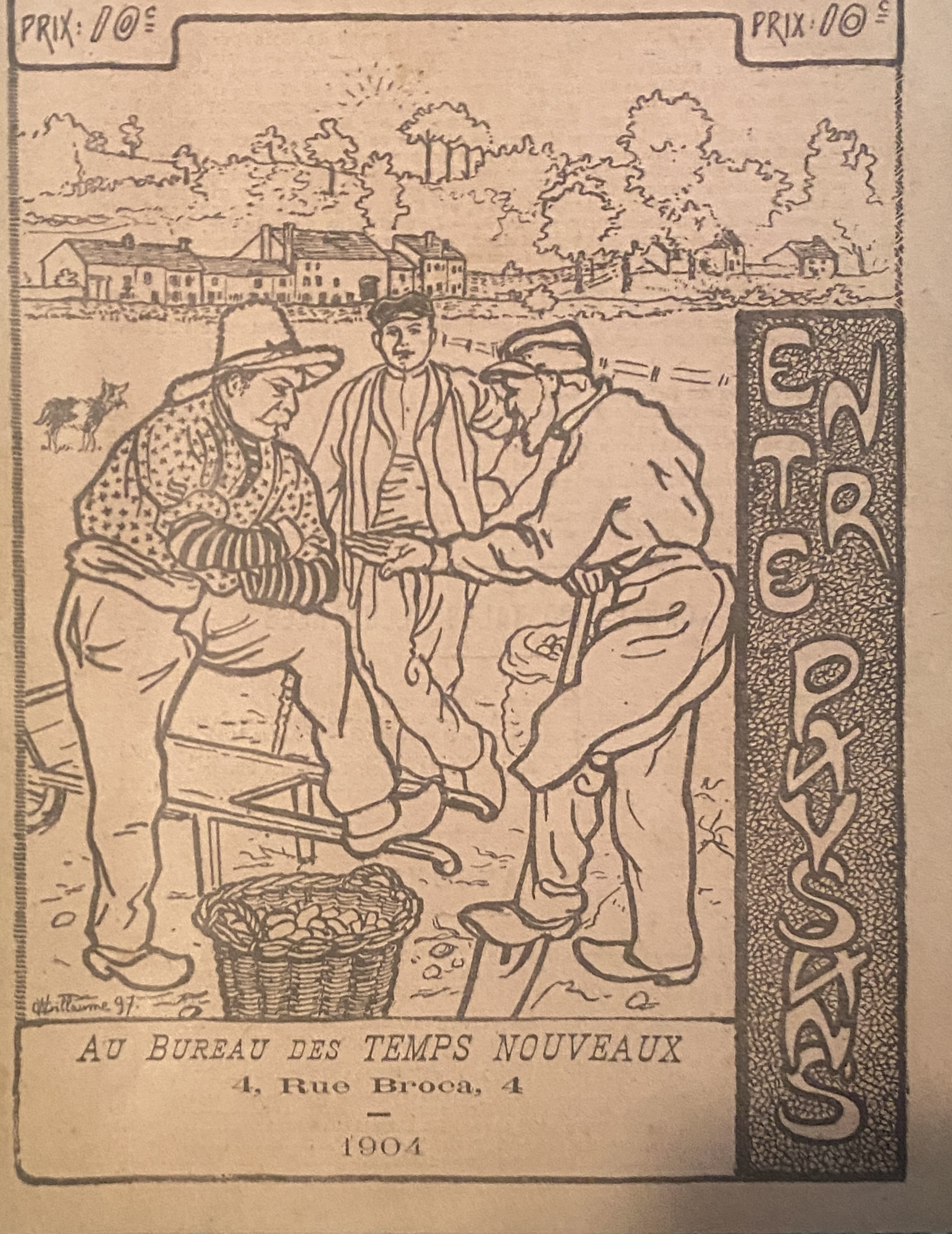
Entre paysans -1904- Les temps nouveaux.

En 1897, il voyage clandestinement jusqu'à Ancône, où il participe à la création de L'agitazione. L'année suivante, à l'occasion du Mouvement pour le pain, il est arrêté et condamné à sept mois de réclusion. Il effectue le voyage jusqu'à Ancône avec Enrico Defendi, âgé de 14 ans, fils de Eugenio Defendi et d'Emilia Zanardelli. En effet, lorsqu'il séjourne à Londres, Malatesta habite avec le couple en union-libre, et est probablement le père d'Enrico. Celui-ci est également condamné à une peine de prison de quelques mois pour insubordination et propagande subversive puis rentre à Londres à sa libération.
À peine Malatesta a-t-il fini sa peine qu'il est condamné à cinq ans de résidence forcée à Ustica, puis à Lampedusa d'où il s'évade en 1899 pour se rendre en Tunisie. En 1900, après deux bref séjours à New York et à Cuba, il s'installe à Londres où il reste douze ans à l'exception d'un voyage à Amsterdam en 1907 pendant lequel il participe au Congrès Anarchiste International.

### À Londres
Pendant le séjour dans la capitale britannique, Malatesta gagne sa vie comme électricien et mécanicien. Pendant cette période, on note un certain ralentissement de son activité subversive. Il fréquente le cercle anarchiste de Charlott Street, dans le quartier de Soho. Mais son entourage comporte plusieurs espions comme Federico Lauria, alias Calvo, qui renseigne l'ambassade d'Italie à Londres, Bruno Bertiboni à la solde du gouvernement britannique et Ennio Belelli, alias Virgilio spécialement chargé de la surveillance de Malatesta et de son entourage. Lorsqu'un quatrième espion, Gennaro Rubino, est démasqué, Malatesta organise un procès pour le confondre le 11 mai 1902, au cercle de Charlott Street. L'anarchiste Sante Ferrini est lui aussi convoqué, à ses dépens, pour expliquer les liens qu'il entretient avec Rubino, son patron. 
Très rapidement, Malatesta gagne l'estime des travailleurs anglais qui tiendront d'importantes manifestations de protestation lorsqu'il rencontrera des problèmes judiciaires. L'épisode du 20 mai 1912 est emblématique : quand la cour de Bow Street le condamne à trois mois de réclusion à la suite de la plainte pour diffamation de la part de l'espion italien Ennio Belelli, alias Virgilio, la condamnation est accompagnée d'un décret d'expulsion qui est annulé à la suite de la manifestation populaire du 12 juin.
Il laisse le Royaume-Uni en 1913 pour rentrer en Italie où il commence la publication d'un hebdomadaire Volontà. En 1914, il est le principal artisan de la Semaine rouge (settimana rossa) ; recherché de nouveau par la police, il est obligé de revenir pour la énième fois dans la capitale britannique.
À la veille de la Première Guerre mondiale il se sépare douloureusement de son ami Kropotkine, après un âpre débat sur l'attitude que les anarchistes doivent tenir sur le sujet de l'interventionnisme, Malatesta soutient les idées de l'antimilitarisme et de l'internationalisme. Cette position est encore plus évidente en 1916, au travers de sa réponse au Manifeste des Seize publiée en avril par Freedom.

### Le retour en Italie

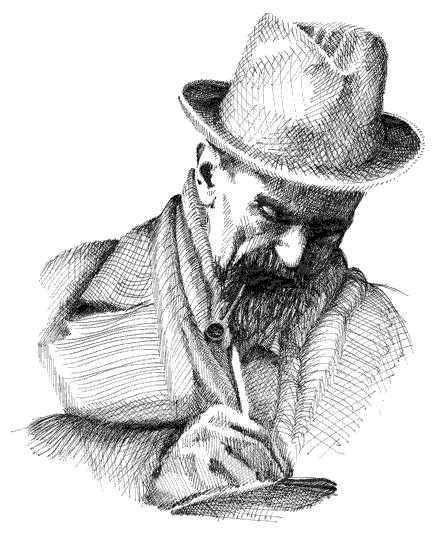
Errico Malatesta vers 1920.

En 1919, après plusieurs tentatives vaines, Malatesta obtient un passeport du consul italien à Londres, il s'embarque pour Taranto le 24 décembre. En Italie, il utilise immédiatement sa popularité pour mener une intense activité de propagande et de subversion qui en fait l'un des acteurs principaux de la période biennio rosso. Il prend contact avec les Arditi del Popolo.
Entre 1919 et décembre 1921, il participe avec Gabriele D'Annunzio au coup de force sur la ville de Fiume. Son influence se fait sentir dans la charte du Carnaro écrite par le syndicaliste révolutionnaire Alceste de Ambris, et finalisée par D'annunzio sous la forme d'une régence pirate autonome et littéraire.
En 1920 il fonde à Milan le quotidien anarchiste Umanità Nova ; la même année il est arrêté et enfermé dans la prison de San Vittore. Il commence avec d'autres détenus une grève de la faim qui le mène presque à la mort. La grève est arrêtée à la suite d'un attentat perpétré par quelques anarchistes du courant individuel, le 23 mars 1921 dans un hôtel situé à proximité du Théâtre Diana.

### Le fascisme et la fin de l'activité subversive
La même année Malatesta est libéré. Il continue à diriger Umanità Nova jusqu'en 1922, année au cours de laquelle les fascistes prennent le pouvoir et interdisent le journal, qui rouvrira en 1945 sous la forme d'un hebdomadaire. Malatesta, fuyant les contrôles fascistes, se rend clandestinement en Suisse pour assister au cinquantième congrès de Saint-Imier, puis s'installe définitivement à Rome avec sa compagne Elena Melli et sa fille Gemma.
Pendant les premières années du gouvernement fasciste, il poursuit son activité de propagande, de 1924 à 1926, malgré le rigide contrôle de la censure, il publie le journal clandestin Pensiero e Volontà. Les années suivantes, le régime fasciste impose à Malatesta le contrôle continu d'un groupe de gardiens, le condamnant ainsi à un isolement qui l'éloigne des mouvements anarchistes. Il continue cependant de correspondre avec certains de ses compagnons, comme Gigi Damiani qui, en 1931, prépare en secret un plan d'évasion pour faire venir le leader anarchiste en Espagne où la République vient d'être proclamée.
Il passe les dernières années de sa vie reclus dans sa maison avec sa famille, subissant une détérioration progressive de son état de santé. En mars 1932, il survit à une grave infection pulmonaire, et meurt le 22 juillet d'une crise respiratoire.
Dans son testament, il choisit comme héritiers les enfants du couple Defendi-Zanardelli, avec qui il vivait lors de ses séjours à Londres. Cela renforce les soupçons qu'il soit le père de plusieurs des enfants du couple.

## Principes politiques
(juillet 2023).
Errico Malatesta tente une synthèse de la concession anarchiste, sans pourtant l'emprisonner dans un système. Pour atteindre ce but, il distingue l'anarchie de l'anarchisme. Le premier est la finalité, il a une valeur mi-historique et universelle : il représente le vouloir être et comme tel n'est déductible d'aucune situation historique. L'anarchisme est la traduction de cette fin dans la concrétisation d'une situation historique. La division correspond à celle entre jugements de valeur et jugements de fait.
Les valeurs fondamentales de l'anarchie –liberté, égalité, solidarité- sont des expressions rationnelles d'une aspiration universelle et comme telles ne sont liées à aucune doctrine. Malatesta refuse autant le droit naturel que le positivisme. Le premier, car l'idée d'une société naturelle serait le résultat de la paresse de ceux qui rêvent que les aspirations humaines se réalisent spontanément, sans lutte ; le second, parce que l'exaltation de la science amène à un nouveau dogme, comme cela arrive à Pierre Kropotkine.
Malatesta développe dans ses différents écrits des principes révolutionnaires anarchistes, tels le volontarisme.
Il expérimente divers principes révolutionnaires dont l'insurrectionalisme dans le Bénévent, mais aussi dans d'autres pays, où il dut s'exiler.

« Une chose est de comprendre, une autre de pardonner certains faits, les revendiquer, en être solidaires. Nous ne pouvons accepter, encourager et imiter de tels actes. Nous devons être résolus et énergiques, mais nous devons également nous efforcer de ne jamais dépasser les limites nécessaires. »

— Errico Malatesta, Un peu de théorie (1892), dans Articles politiques (10/18).
Il met en garde contre les tendances à la bureaucratisation dans les organisations anarchistes : 

« Évidemment si, dans une organisation, on laisse à quelques-uns tout le travail et toutes les responsabilités, si on subit ce que font certains sans mettre la main à la pâte et chercher à faire mieux, ces quelques-uns finiront, même s'ils ne le veulent pas, par substituer leur propre volonté à celle de la collectivité. Si dans une organisation tous les membres ne se préoccupent pas d'exercer sur tout et sur tous leurs facultés critiques et laissent à quelques-uns la responsabilité de penser pour tous, ces « quelques-uns » seront les chefs, les têtes pensantes et dirigeantes. »

— Errico Malatesta, L'Agitation à Ancône (1897) dans Articles politiques (10/18).
Il est très critique vis-à-vis du syndicalisme révolutionnaire que défendait Pierre Monatte, il exprime son point de vue sur cette question au congrès international anarchiste d'Amsterdam en 1907.
Il critique également le plateformisme du russe  Piotr Archinov et de l'ukrainien Makhno théorisée dans un texte de 1926 intitulé « Plate-forme organisationnelle de l’union générale des anarchistes ». Le plateformisme propose une nouvelle approche de l'anarchisme, centrée sur trois points : l'importance du fédéralisme, conciliant plusieurs "unités" (unité tactique, unité théorique, reponsabilité collective), la mise en place et la gestion du nouveau système qui suit la révolution ainsi qu'une partie générale, prenant une grille de lecture matérialiste, sur le rôle des masse et des anarchistes dans la lutte des classes. Malatesta remarque dans le plateformisme, des principes peu libertaires dans le fond, sur la responsabilité collective par exemple, et quant au fonctionnement, sur les prises de décisions peu claires, laissant le champ vide à de possibles prises de pouvoir, l'accusation principale ce cette plateforme est alors un tentative de "bolchevisation" de l'anarchisme.

### La révolution, un acte de volonté
La volonté est l'élément décisif pour la transformation sociale. La société libertaire dépend uniquement de la volonté des hommes. L'histoire échappe à toute philosophie et à toute tentative de prévisions. Pour cela, il n'est pas possible de savoir quand la période est faste pour la révolution et il faut profiter de toutes les occasions. La révolution n'est pas un fait économique et social mais un acte de volonté. La révolution doit rassembler les masses, mais les masses ne deviendront pas anarchistes avant que la révolution ait commencé ; les anarchistes doivent alors se joindre aux masses et les accepter comme elles sont, sans projets pédagogiques inévitablement autoritaires et en adaptant plutôt l'idéologie à leur ressentir. L'action révolutionnaire a deux objectifs : la destruction violente des obstacles à la liberté, et la diffusion graduelle de la pratique de la liberté, privée de toutes coercitions.

### La violence, triste mais nécessaire
La violence est ennemie de la liberté. Elle est une triste nécessité de l'anarchisme, non seulement dans la phase négative de la destruction des formes oppressives. Malatesta est opposé à toute terreur révolutionnaire qui conduit nécessairement à la dictature, ainsi il repousse l'idée communiste de la dictature du prolétariat et juge très sévèrement les résultats de la révolution bolchévique qui a arrêté l'expérimentation des soviets et a instauré un état autoritaire.
Il critique la violence comme fin en soi : 

« Nous comprenons que cela puisse arriver, dans la fièvre de la bataille, chez des natures généreuses mais manquant de préparation morale – fort difficile à acquérir actuellement – qui peuvent perdre de vue le but à atteindre et prennent la violence comme une fin en soi et se laissent entraîner à des actes sauvages. »

### L'intérêt, toujours conservateur
« Le danger le plus grand qui menace le mouvement ouvrier est la tendance du leader à considérer la propagande et l'organisation comme un métier. »

— cité dans L'Espresso, 3 août 2006, p. 118
Pour Malatesta, il n'est pas possible de réaliser la révolution en poursuivant des intérêts économiques, puisque l'intérêt est toujours conservateur : seul l'idéal est révolutionnaire. De là, la suprématie du politique – qui poursuit l'idéal universel – sur l'économique, qui poursuit toujours des objectifs réformistes et conservateurs. Pour cela, même les syndicats sont considérés réformistes, jamais réellement révolutionnaires (aussi pour leur caractère inévitablement corporatif).
L'organisation sociale préférable est celle communiste, mais cela doit être un communisme non imposé, librement choisi et voulu. Le communisme de Malatesta n'est pas tant une concession économique, qu'un principe de justice sociale, une tension semi-économique. Les problèmes économiques doivent être traités en mode empirique, en choisissant l'organisation économique appropriée aux idéaux politiques anarchistes.

### La démocratie comme mal inacceptable
Comme l'anarchie est fondée sur l'éthique (et sur une éthique de la conviction, en termes weberiens), elle ne peut pas accepter la démocratie comme un mal mineur. De là, la sous-évaluation du fascisme de la part de Malatesta. Le système démocratique fait appel à l'autorité de la majorité, celui anarchiste à l'entente volontaire (bien que dans certains cas, on soit obligé de recourir au vote). La volonté de la majorité ne peut prétendre à la possession de la vérité absolue puisqu'une telle vérité n'existe pas. Le principe de liberté interdit de reconnaitre une seule vérité : chacun possède sa propre vérité et aussi sa propre anarchie. En société, la liberté ne peut être absolue mais doit être limitée par le principe de la solidarité et de l'amour envers les autres.

### L'amour libre
Dans le dialogue imaginaire « Au café » (1920), Errico Malatesta explicite sa conception de l'amour libre : « Croyez-vous qu'il peut exister un amour esclave ? [...] l'amour vrai ne peut exister, ne se conçoit pas sinon parfaitement libre [...] L'adultère, les mensonges de toutes sortes, les haines longuement couvées, les maris qui tuent leurs femmes, les femmes qui empoisonnent leurs maris, les infanticides, les enfants qui grandissent parmi les scandales, les querelles familiales [...] aujourd'hui [...] le monde est un lupanar, parce que les femmes sont fréquemment obligées de se prostituer pour vivre ; parce que le mariage souvent contracté par pur calcul d'intérêt, est toujours pour toute sa durée une union dans laquelle l'amour n'entre pas du tout ou n'entre que comme un accessoire [...] Nous voulons la liberté. Jusqu'à présent, les unions sexuelles ont tellement subi la pression de la violence brutale, de la nécessité économique, des préjugés religieux et des prescriptions légales qu'il n'est pas possible de déduire quel sera le mode de relations sexuelles qui répondra le mieux au bien physique et moral de l'individu et de l'espèce. [...] la propriété commune admise et le principe de la solidarité sociale établi sur de solides bases morales et matérielles, l'entretien des enfants appartiendra à la communauté et leur éducation sera le soin et l'intérêt de tous. Il est probable que tous les hommes et toutes les femmes aimeront tous les enfants : et si, comme je le crois certainement, les parents ont une affection spéciale pour ceux qui sont nés d'eux, ils n'auront qu'à se réjouir en sachant que l'avenir de leurs enfants est assuré et qu'ils ont pour leur entretien et leur éducation le concours de toute la société. »
Pour lui : « Éliminons l’oppression de l’homme sur l’homme, combattons la prétention brutale du mâle de se croire le maître de la femme, combattons les préjugés religieux, sociaux et sexuels ; assurons à tous, hommes, femmes, adultes, enfants, le bien-être et la liberté ; répandons l’instruction, et nous trouverons maintes occasions d’être satisfaits s’il ne reste sur terre, d’autres maux que ceux que crée l’amour. Dans tous les cas, les malheureux en amour pourront trouver une revanche en d’autres plaisirs — tandis qu’aujourd’hui l’amour mélangé d’alcool est l’unique consolation de la plus grande partie de l’humanité. »

### Le gradualisme révolutionnaire
Errico Malatesta définit le concept de gradualisme révolutionnaire dans un article publié, le 1er octobre 1925, par la revue Pensiero e Volontà Selon lui : « L'anarchisme, doit être nécessairement gradualiste. On peut concevoir l'anarchisme comme la perfection et c'est un bien que cette conception reste toujours présente à notre esprit tel un phare idéal qui guide nos pas. Mais il est évident que cet idéal ne peut être atteint d'un seul bond, en passant d'un seul coup de l'enfer actuel au paradis rêvé. »
Pour Malatesta, le gradualisme révolutionnaire postule que l'anarchie peut être réalisée par un processus cumulatif d'étapes additionnées. Entre la réalité d'aujourd'hui et la réalisation de l'idéal, il existe une démarche volontariste et constructive de progressivité : « il ne s'agit pas de faire l'anarchie aujourd'hui, demain, ou dans dix siècles, mais d'avancer vers l'anarchie aujourd'hui, demain, toujours. ».
Et il précise : « L'esclavage apprend aux hommes à être serviles, et pour se libérer de l'esclavage, il faut des hommes aspirant à la liberté ». Un système autoritaire ne devient pas libertaire du jour au lendemain : la lutte est un processus d'apprentissage volontariste où l'autonomie et la liberté se construisent par étapes, chacune d'entre elles permettant la réalisation de la suivante et n'ayant pour seul but que l'accomplissement de l'objectif final. Ainsi, « la possibilité du progrès existe. Mais non pas la possibilité de porter, au moyen de la seule propagande, tous les hommes au niveau nécessaire pour que nous puissions réaliser l'anarchie, sans une transformation graduelle préalable du milieu ».
Ainsi, Malatesta préconise-t-il l'emploi de tous les moyens répondant aux aspirations populaires immédiates en éliminant progressivement l'influence de la hiérarchie et de l'autorité au sein de la société par « la pratique de la liberté, privée de toutes coercitions ». Il rejette en cela, l'idée d'un Grand Soir révolutionnaire qui amènerait aussitôt naturellement à une société libertaire. Malatesta préconise également aux anarchistes de s'associer à toutes les forces révolutionnaires, en ce qu'elles portent de projet émancipateur, sans pour autant abdiquer leur autonomie.
Malatesta « définit une stratégie orientée vers la conquête progressive (graduelle mais non nécessairement linéaire) par les mouvements sociaux [...] d'espaces d'autonomie et de contre-pouvoir. Elle comporte deux dimensions étroitement liées. L'une, démocratique, vise au maintien et à l'élargissement des pouvoirs de la société civile face à l'État et, plus généralement, aux instances de commandement, par l'apprentissage de l'autogestion sociale à tous les niveaux de la société. L'autre, graduelle, définit un cadre d'objectifs anticapitalistes. Sa mise en œuvre suppose l'élaboration d'un programme de réformes contradictoires à la logique du système, bien que réalisables en son sein. »
Concret, Malatesta aborde cette méthode dans une situation révolutionnaire : « Commençons par dire que la révolution, nous ne pouvons pas la faire seuls et que, le pourrions-nous matériellement, il ne serait pas désirable que nous la fassions seuls. […] il nous (faudra) donc agir de concert avec toutes les forces de progrès existantes, avec tous les partis d'avant-garde et attirer dans le mouvement, soulever, intéresser les grandes masses, laissant la révolution, dont nous serions un facteur parmi d'autres, produire ce qu'elle pourra produire […] Si malgré nos efforts, de nouveaux pouvoirs prêts à faire obstacle à la volonté populaire et à imposer la leur propre réussissaient à se constituer […] Dans tous les cas, réclamer et exiger, même par la force, notre pleine autonomie et le droit et les moyens de nous organiser à notre manière pour expérimenter nos méthodes. »
Réaliste et presque pragmatique, il pense qu' « Il ne faut pas proposer de tout détruire en croyant qu’ensuite les choses s’arrangeront d’elles-mêmes. [...] Intransigeants envers toute tyrannie et toute exploitation capitaliste, nous devrons être tolérants pour toutes les conceptions sociales qui prévalent dans les divers groupements humains, pourvu qu’ils ne lèsent pas la liberté et le droit d’autrui. Nous devrons nous contenter d’avancer graduellement à mesure que s’élève le niveau moral des hommes et que s’accroissent les moyens matériels et intellectuels dont dispose l’humanité, tout en faisant, bien entendu, tout ce que nous pouvons par l’étude, le travail et la propagande pour hâter l’évolution vers un idéal toujours plus haut. »

## Œuvres en français
- Il contribue à l'Encyclopédie anarchiste, initiée par Sébastien Faure, publiée en quatre volumes, entre 1925 et 1934[18]
- L'Anarchie, traduit de l'italien, Réveil socialiste-anarchiste, 1902, texte intégral.
- L'organisation, lire en ligne.
- Le Programme anarchiste, lire en ligne ou Le Rayon des Humanités.
- La terreur révolutionnaire, lire en ligne
- Majorités et minorités, lire en ligne.
- Au Café, lire en ligne.
- Entre paysans, traduit de l'italien, Au Bureau des Temps nouveaux, 1897, texte intégral.
- Réponse au Manifeste des Seize, reproduit par Le Monde libertaire, 10 mai 1984, texte intégral.
- Anarchie et organisation, lire en ligne.
- Sur Kropotkine, lire en ligne

1897
- Majorité et minorité, dans L'Agitazione, 14 mars
- Pour la libertté, dans L'Agitazione, 2 juillet

1899
- Vers l'anarchie, dans La questione sociale, 9 décembre

1913
- Pour la liberté, dans Volontà, 27 septembre
- Science et réforme sociale, dans Volontà, 27 décembre

1920
- Nos propositions, dans Umanità Nova, 27 février
- Encore sur la république, dansUmanità Nova, 21 mai
- Tant pis, tant mieux, dans Umanità Nova, 26 juin
- Les deux vies. Réforme ou révolution? Liberté ou dictature ?, dans Umanità Nova, 12 août
- Réforme et révolution, dans Umanità Nova, 10 septembre
- Majorité et minorité, dansUmanità Nova, 11 septembre
- La révolution en pratique, dans Umanità Nova, 7 octobre

1921
- Michail Bakunin, dans Pensiero e Volontà, 1er juillet

1922
- Les fonctions des syndicats dans la révolution, dans Umanità Nova, 13 avril
- Encore sur la liberté du travail, dans Umanità Nova, 16 avril
- Républicanisme sociale et anarchisme, dans Umanità Nova, 27 avril
- Les bases morales de l'anarchisme, dans Umanità Nova, 16 septembre
- Encore sur la révolution en pratique, dans Umanità Nova, 14 octobre
- Morale et violence, dans Umanità Nova, 21 octobre
- Parlant de révolution, dans Umanità Nova, 25 novembre

1924
- Anarchisme et réforme, dans Pensiero e Volontà, 1er mars
- Démocratie et anarchie, dans Pensiero e Volontà, 15 mars
- République et révolution, dans Pensiero e Volontà, 1er juin
- Anarchie et violence, dans Pensiero e Volontà, 1er septembre
- La foi et la science, dans Pensiero e Volontà, 15 septembre
- La terreur révolutionnaire, dans Pensiero e volontà, 1er octobre
- Dans le brouillard de la philosophie, dans Pensiero e Volontà, 1er novembre

1925
- Science et anarchie, dans Pensiero e Volontà, 1er juin
- La base morale de l'anarchisme, dans Pensiero e Volontà, 1er juillet
- Encore sur la science et l'anarchie, dans Pensiero e Volontà, 1er septembre
- Gradualisme, dans Pensiero e Volontà, 1er octobre

1929
- À propos de la « Plateforme », dans Il Risveglio Anarchico, 14 décembre

Recueil de textes
- Articles politiques, édition 10/18, août 1979,  (ISBN 978-2264002228)

## Postérité
En 1936 en Espagne, à Barcelone, un groupe « Malatesta » est formé dans la colonne Durruti qui réunit des antifascistes italiens dont Francesco Barbieri et Camillo Berneri.

## Filmographie
- Malatesta de Peter Lilienthal (1970)[20]

## Iconographie
- Flavio Costantini, Keep left : Malatesta et Angiolillo, 1978, en ligne.